# Mugilogobius rambaiae
Mugilogobius rambaiae és una espècie de peix de la família dels gòbids i de l'ordre dels perciformes.

## Morfologia
Els mascles poden assolir els 4,2 cm de longitud total.

## Distribució geogràfica
Es troba a Sri Lanka, Myanmar, Tailàndia, Malàisia, Singapur, Indonèsia i Papua Nova Guinea.